# Ірен Жакоб
Іре́н Жако́б (15 липня 1966, Сюрен, Франція) — французька акторка.

## Вибіркова фільмографія
- 1991: Подвійне життя Вероніки / La Double Vie de Véronique — Вероніка
- 1994: Три кольори: Червоний / Trois Couleurs: Rouge — Валентина Дюссо
- 1995: Перемога
- 2009: Красиві хлопчаки / Les Beaux Gosses — мати Аврори
- 2014: Вмираюче світло / Dying of the Light — Мішель Зуберайн